# 本田小狼
本田小狼也称本田幼兽（日语：ホンダ・カブ，Honda Cub）是由本田公司在1958年所推出的50毫升四冲程两轮摩托车发展而来的一个摩托车系列，至2017年为止已经销售了1億台，是世界上销量最大的單一款式動力交通工具。

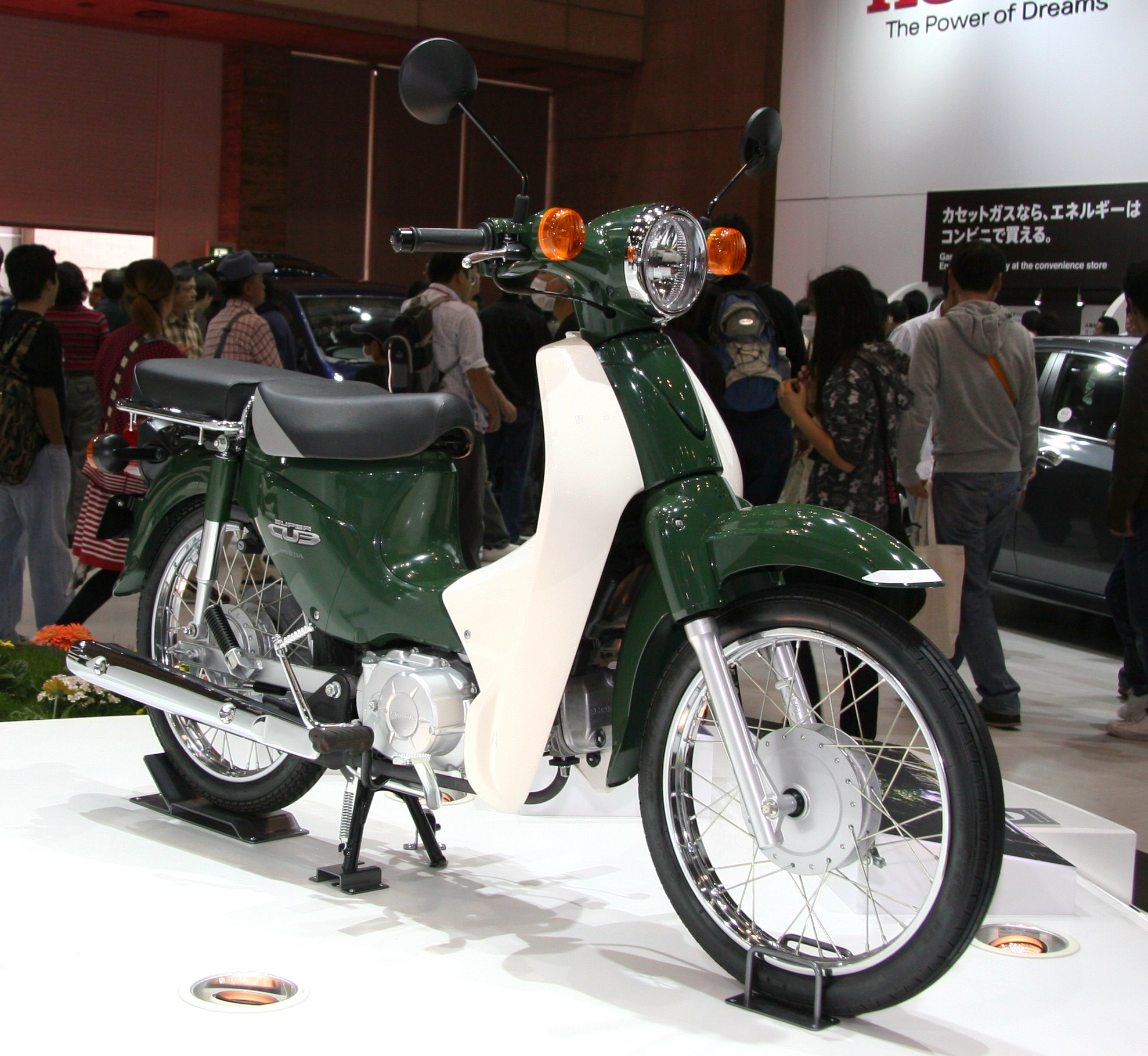
2007年的Super Cub 110

## 历史
本田小狼起源于本田公司在1952年所制造的Cub F型摩托自行车，所谓摩托自行车也就是在自行车上加装马达而构成的助力车。1958年，本田公司决定推出一款四行程的汽油摩托车，同时增加其发动机转速，凭借其更优异的性能打入当时二冲程摩托车占主导地位的日本市场。1959年就出口至美国市场，1961年在台湾开始了境外生产。1964年，排量更大的CM90与C65被推向市场。1967年，该系列的发动机进行了升级，同时命名规则也进行了统一，50毫升排量的版本被命名为C50，90毫升则为C90。70年代中换装了电容放电式点火器，这种点火器比传统线圈式点火器更为可靠，同时也能帮助本田通过世界各国日益严格的排放标准。80年代中本田在小狼的基础上开发了100毫升排量的发动机以专攻亚洲市场，不过这款车型却没有撼动更加实惠的本田小狼。90年代本田开发出了该系列的替代产品威武（waves）系列，这些摩托在欧美市场确实颇受欢迎，然而亚非拉人民似乎还是更钟爱旧款的小狼。2007年，又有一款采用电子喷油发动机的小狼加入到了该系列中。至今，世界上仍然有15个国家在生产小狼，在160个国家和地区，都可以见到该系列机车的身影。

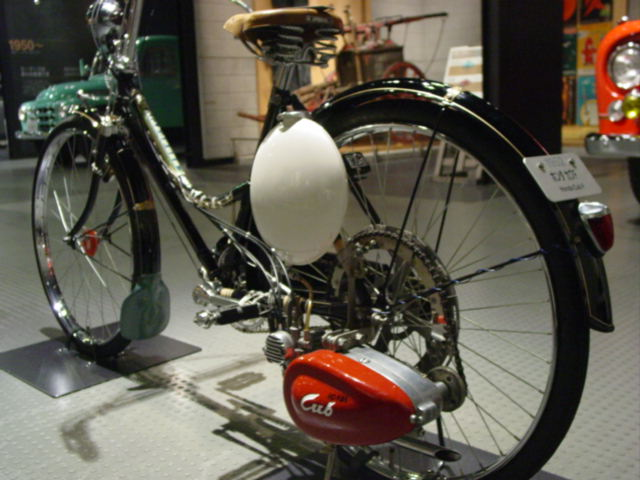
cub F

## 规格
从外观上来说，小狼就像是踏板摩托车和传统摩托车的结合。虽然该系列发展过程中发动机不断在升级，不过有些元素诸如外观、4行程的单缸顶置凸轮轴气冷发动机从未发生过变化。在车身上广泛使用了塑膠部件，2007年生产的109毫升排量的C110，其整车重量也不过才93公斤。发动机功率为6千瓦，百公里油耗为1.57升。，而同年生产的排量50毫升的版本功率则为2.5千瓦，百公里油耗不足一升。虽然历史上生产过许多款式的小狼，不过其尺寸都很小巧，长宽高分别在1.8米、0.65米、1米左右。

## 外部連結
本田技研工業公式HP
- 現行型號
  - スーパーカブ50・110 （页面存档备份，存于）
  - スーパーカブ50プロ・110プロ （页面存档备份，存于）
  - スーパーカブC125 （页面存档备份，存于）
  - クロスカブ （页面存档备份，存于）
  - Super Cub C125 （页面存档备份，存于）